# لوکاواتس (وایوو)
لوکاواتس (به صربی: Lukavac) یک منطقهٔ مسکونی در صربستان است که در والیفو واقع شده‌است. لوکاواتس ۱٬۰۵۴ نفر جمعیت دارد.